# Eliza Standerwick Gregory
Eliza Standerwick Barnes de Gregory (Thraxton, Northamptonshire; 6 de diciembre de 1840 - Weston-super-Mare, 22 de marzo de 1932) fue una botánica y horticultora británica.

## Biografía
Aborigen de Thraxton en Northamptonshire. Siempre estuvo interesada en botánica, pero no se convirtió en una botánica que publica, hasta ser mayor de 64. Su conocimiento especial fue sobre violetas y publicó una monografía en 1912. Publicó varias veces en el "Journal of Botany". El botánico James Walter White menciona a Gregory en su flora de Bristol y la honra manifestando su conocimiento en el campo de violetas como únicos entre los botánicos británicos.
Se le atribuye el descubrimiento de la fumaria Cornish, Fumaria occidentalis. Informó que la encontró en el borde de un bosque en Lelant.
Falleció en Weston-super-Mare. Su herbario se halla en el Museo de Historia Natural (Londres). Incluye muestras del sur de Inglaterra y de Irlanda del Norte.

## Reconocimientos
- Miembro de la Sociedad Linneana de Londres